# Medinodexia morgani
Medinodexia morgani là một loài ruồi trong họ Tachinidae.